# Constanza San Juan
Constanza Andrea San Juan Standen (Las Condes, 18 de septiembre de 1985)  una activista y política chilena que fue elegida para la Convención Constitucional de Chile, en representación de distrito n° 4, cargo que ejerció entre julio de 2021 a julio de 2022.

## Estudios y vida pública
Cursó su enseñanza básica y media en el Colegio Calasanz en la comuna de Ñuñoa, en la Región  Metropolitana  y los superiores  de licenciatura en historia, en  la Universidad de Chile. Es activista socioambiental, vocera de la «Asamblea por el Agua del Huasco Alto» e integrante del «Movimiento por el Agua y los Territorios» (MAT) y de la «Coordinación de Territorios por la Defensa de los Glaciares».

### Convencional constituyente
Si bien la lista con la que presentó su candidatura a las elecciones de convencionales constituyentes («Asamblea Constituyente Atacama») recibió el apoyo de La Lista del Pueblo, la agrupación aclaró que no participaron de sus decisiones ejecutivas.
Como integrante de la Convención Constitucional, formó parte de la Comisión de Derechos Humanos, Verdad Histórica y Bases para la Justicia, Reparación y Garantías de No Repetición, integrando la subcomisión de Audiencias y Comunicaciones junto a Manuel Woldarsky.
El 27 de agosto de 2021 fue una de las fundadoras de «Movimientos Sociales Constituyentes», agrupación de convencionales que busca articular el trabajo de dichos representantes en la Convención Constitucional.

## Historial electoral

### Elecciones de convencionales constituyentes de 2021
- Elecciones de convencionales constituyentes de 2021, para convencional constituyente por el Distrito N.º 4 (Alto del Carmen, Caldera, Chañaral, Copiapó, Diego de Almagro, Freirina, Huasco, Tierra Amarilla y Vallenar)[10]

| Candidato                  | Pacto                                    | Partido | Votos  | %     | Resultados   |
| -------------------------- | ---------------------------------------- | ------- | ------ | ----- | ------------ |
| Ericka Portilla Barrios    | Apruebo Dignidad                         | PCCh    | 10.164 | 12,34 | Convencional |
| Constanza San Juan Standen | Asamblea Constituyente Atacama           | ILWJ    | 7.904  | 9,60  | Convencional |
| Pamela Vargas Toledo       | Partido Ecologista Verde                 | PEV     | 6.386  | 7,75  |              |
| Flavia Torrealba Díaz      | Apruebo Dignidad                         | FREVS   | 4.550  | 5,52  |              |
| Pilar Triviño González     | Asamblea Constituyente Atacama           | ILWJ    | 4.433  | 5,38  |              |
| Rodrigo Pérez Lisicic      | Independiente                            | Ind.    | 4.429  | 5,38  |              |
| Cristina Bravo Bassi       | Vamos por Chile                          | RN      | 4.076  | 4,95  |              |
| Guillermo Namor Kong       | Independientes por la Nueva Constitución | ILZT    | 4.049  | 4,93  | Convencional |
| Miriam Henríquez Viñas     | Independientes por la Nueva Constitución | ILZT    | 3.727  | 4,52  |              |
| Mario Maturana Claro       | Independientes por la Nueva Constitución | ILZT    | 3.726  | 4,52  |              |
| Maximiliano Hurtado Roco   | Lista del Apruebo                        | PS      | 3.088  | 3,75  | Convencional |